# Olympische Sommerspiele 2012/Kanu – Einer-Kajak 1000 Meter (Männer)
Der Kanuwettbewerb im Einer-Kajak 1000 Meter der Männer (Kurzbezeichnung: K1 1.000) bei den Olympischen Spielen 2012 in London wurde am 6. und 8. August 2012 auf dem Dorney Lake ausgetragen. 22 Athleten nahmen teil.
Der Wettbewerb begann mit drei Vorläufen. Die jeweils ersten fünf Kanuten qualifizierten sich für das Halbfinale. Dazu kam noch der zeitschnellste Sechstplatzierte. Die übrigen Kanuten schieden aus.
Im Halbfinale qualifizierten sich die jeweils ersten vier Athleten für das Finale A, die übrigen für das Finale B, mit dem die Plätze 9 bis 16 ermittelt wurden.
Die direkt qualifizierten Kanuten sind hellgrün, der zeitschnellste Sechstplatzierte hellblau unterlegt.

## Titelträger
| Olympiasieger | Tim Brabants ( Vereinigtes Königreich) | Peking 2008 |
| Weltmeister   | Adam van Koeverden ( Kanada)           | Szeged 2011 |

## Vorläufe
6. August 2012

### Vorlauf 1
| Platz | Kanute             | Nation         | Zeit (min) |
| ----- | ------------------ | -------------- | ---------- |
| 1     | Adam van Koeverden | Kanada         | 3:28,697   |
| 2     | Marko Tomićević    | Serbien        | 3:30,693   |
| 3     | Miroslaw Kirtschew | Bulgarien      | 3:30,768   |
| 4     | Jorge García       | Kuba           | 3:30,852   |
| 5     | Tim Brabants       | Großbritannien | 3:31,869   |
| 6     | Pawel Nikolajew    | Russland       | 3:35,466   |
| 7     | Maximilian Benassi | Italien        | 3:35,543   |
| 8     | Joshua Utanga      | Cookinseln     | 4:32,064   |

### Vorlauf 2
| Platz | Kanute              | Nation     | Zeit (min) |
| ----- | ------------------- | ---------- | ---------- |
| 1     | Anders Gustafsson   | Schweden   | 3:34,419   |
| 2     | Ben Fouhy           | Neuseeland | 3:35,610   |
| 3     | Aleh Jurenja        | Belarus    | 3:36,012   |
| 4     | Zhou Yubo           | China      | 3:36,994   |
| 5     | Francisco Cubelos   | Spanien    | 3:37,791   |
| 6     | Ahmad Reza Talebian | Iran       | 3:39,504   |
| 7     | Mostafa Mansour     | Ägypten    | 4:09,651   |

### Vorlauf 3
| Platz | Kanute              | Nation      | Zeit (min) |
| ----- | ------------------- | ----------- | ---------- |
| 1     | René Holten Poulsen | Dänemark    | 3:30,284   |
| 2     | Max Hoff            | Deutschland | 3:30,709   |
| 3     | Eirik Verås Larsen  | Norwegen    | 3:31,288   |
| 4     | Mohamed Mrabet      | Tunesien    | 3:32,204   |
| 5     | Cyrille Carré       | Frankreich  | 3:32,705   |
| 6     | Murray Stewart      | Australien  | 3:32,768   |
| 7     | Marek Krajčovič     | Slowakei    | 3:39,649   |

## Halbfinale
6. August 2012

### Lauf 1
| Platz | Kanute              | Nation         | Zeit (min) |
| ----- | ------------------- | -------------- | ---------- |
| 1     | Adam van Koeverden  | Kanada         | 3:28,209   |
| 2     | Eirik Verås Larsen  | Norwegen       | 3:29,547   |
| 3     | René Holten Poulsen | Dänemark       | 3:30,247   |
| 4     | Tim Brabants        | Großbritannien | 3:30,769   |
| 5     | Miroslaw Kirtschew  | Bulgarien      | 3:30,818   |
| 6     | Ben Fouhy           | Neuseeland     | 3:32,572   |
| 7     | Zhou Yubo           | China          | 3:36,163   |
| 8     | Cyrille Carré       | Frankreich     | 3:38,981   |

### Lauf 2
| Platz | Kanute            | Nation      | Zeit (min) |
| ----- | ----------------- | ----------- | ---------- |
| 1     | Max Hoff          | Deutschland | 3:29,294   |
| 2     | Aleh Jurenja      | Belarus     | 3:29,825   |
| 3     | Anders Gustafsson | Schweden    | 3:31,149   |
| 4     | Francisco Cubelos | Spanien     | 3:31,833   |
| 5     | Jorge García      | Kuba        | 3:31,937   |
| 6     | Murray Stewart    | Australien  | 3:32,975   |
| 7     | Marko Tomićević   | Serbien     | 3:43,589   |
| 8     | Mohamed Mrabet    | Tunesien    | 3:44,545   |

## Finale
8. August 2012

### Finale B
Anmerkung: zur Ermittlung der Plätze 9 bis 16
| Platz | Kanute             | Nation     | Zeit (min) |
| ----- | ------------------ | ---------- | ---------- |
| 9     | Jorge García       | Kuba       | 3:29,938   |
| 10    | Marko Tomićević    | Serbien    | 3:30,754   |
| 11    | Miroslaw Kirtschew | Bulgarien  | 3:33,051   |
| 12    | Cyrille Carré      | Frankreich | 3:33,513   |
| 13    | Mohamed Mrabet     | Tunesien   | 3:33,515   |
| 14    | Ben Fouhy          | Neuseeland | 3:34,710   |
| 15    | Zhou Yubo          | China      | 3:36,110   |
| 16    | Murray Stewart     | Australien | 3:40,834   |

### Finale A
Anmerkung: zur Ermittlung der Plätze 1 bis 8
| Platz | Kanute              | Nation         | Zeit (min) |
| ----- | ------------------- | -------------- | ---------- |
| 1     | Eirik Verås Larsen  | Norwegen       | 3:26,462   |
| 2     | Adam van Koeverden  | Kanada         | 3:27,170   |
| 3     | Max Hoff            | Deutschland    | 3:27,759   |
| 4     | René Holten Poulsen | Dänemark       | 3:29,483   |
| 5     | Anders Gustafsson   | Schweden       | 3:29,919   |
| 6     | Aleh Jurenja        | Belarus        | 3:32,396   |
| 7     | Francisco Cubelos   | Kuba           | 3:32,521   |
| 8     | Tim Brabants        | Großbritannien | 3:34,833   |

Bei seinen vierten Olympischen Spielen holt sich der Norweger Eirik Verås Larsen sein zweites Gold. Seine erste Goldmedaille gewann er 2004 in dieser Disziplin. Dazu kommt noch eine Silbermedaille 2008 und eine Bronzemedaille 2004 im Zweier-Kajak über 1000 Meter.